# Srapion Hekimyan
Srapion Hekimyan, född 16 augusti 1832 i Konstantinopel (nuvarande Istanbul), död där 7 mars 1892, var en osmansk-armenisk skådespelare. 
Han bildade det första armeniska teatersällskapet 1856. Han var också verksam som dramatiker.